# Almindelig klotang
Almindelig klotang, Ceramium virgatum, også kaldt rødtråd, er en flerårig rødalge, der er almindelig i de danske farvande. Den er 5-20 centimeter høj og har trådformede, regelmæssigt gaffelgrenede skud, der ender med kloformigt indkrummede spidser. Klotang findes på lavt vand overalt langs kysterne på sten og muslingeskaller eller som epifyt på brunalger. Fiskeynglen har stor nytte af klotang, fordi den kan gemme sig i løvet.